# 赤星拓
赤星 拓（あかほし たく、1984年4月21日 - ）は、福岡県福岡市出身の元プロサッカー選手。現役時代のポジションはゴールキーパー。

## 来歴
福岡大学2年時から大学選抜に選出され、2004年1月にはカタール国際ユーストーナメントに参戦。3年時の2005年にはユニバーシアード・イズミル大会の優勝に貢献。時久省吾と正GKの座を争った。4年時の2006年には、特別指定選手として大分トリニータに選手登録された。
2007年にJ2・サガン鳥栖に加入。新人ながら開幕戦にスタメン出場するなど、正GKとして活躍。その後、2008年に室拓哉が移籍加入し、浅井俊光も含めて激しい正GK争いを繰り広げた。
2011年から鳥栖の最古参選手となった。この年は、シーズン中盤からスタメン奪取し後半戦のチームの快進撃を支え、J1昇格に貢献した。
2012年は特別指定時代を除き初めてのJ1でのプレーとなったが、開幕節・セレッソ大阪戦で先発出場によりJ1初出場を記録すると、その後も主に正GKを務めリーグ戦30試合に出場。
2013年も開幕から殆どの試合で正GKを務めていたが、第19節・柏レイソル戦で左肋骨を骨折する怪我を負い途中交代し、戦線離脱。その後、代役の奥田達朗も負傷離脱し、プレーできるGKが特別指定選手の藤嶋栄介のみとなったことから、鳥栖が林彰洋を補強すると、そのまま林が正GKに定着。赤星は復帰後もレギュラーを奪取することはできなかった。
2014年以降も基本的には林が正GKを務め、赤星はサブメンバーとしてベンチ入りすることが多かったが2015年は7月に林が負傷離脱したこともありリーグ戦11試合に出場した。
2015年、夏の鷹の祭典(鹿島アントラーズ戦)の試合途中、味方DFキム・ミンヒョクと接触し、負傷退場するという、アクシデントに見舞われた。その後、森下監督は、控えのGKである藤嶋栄介を投入。しかし、赤星の退場後、3失点を許し、ホームで0-3と敗戦した。
林は2016年オフにFC東京へ移籍したが、入れ替わるように新たに元日本代表・権田修一が加入すると開幕から権田が正GKに定着。赤星は前年までと同じく主にサブメンバーを務め、リーグ戦2試合の出場に留まった。
2018年8月16日に徳島ヴォルティスへの期限付き移籍が発表されたが、出場機会は得られず、2018年12月30日、2018年シーズン限りでの現役引退を発表した。

## 所属クラブ
- 石丸SS
- 福岡市立下山門中学校
- 2000年 - 2002年 福岡大学附属大濠高校
- 2003年 - 2006年 福岡大学
  - 2006年 - 同年7月[9] 大分トリニータ (特別指定選手)
- 2007年 - 2018年  サガン鳥栖
  - 2018年7月 - 12月  徳島ヴォルティス （期限付き移籍）

## 個人成績
| 国内大会個人成績 | 国内大会個人成績 | 国内大会個人成績 | 国内大会個人成績 | 国内大会個人成績 | 国内大会個人成績 | 国内大会個人成績 | 国内大会個人成績 | 国内大会個人成績 | 国内大会個人成績 | 国内大会個人成績 | 国内大会個人成績 |
| 年度             | クラブ           | 背番号           | リーグ           | リーグ戦         | リーグ戦         | リーグ杯         | リーグ杯         | オープン杯       | オープン杯       | 期間通算         | 期間通算         |
| 年度             | クラブ           | 背番号           | リーグ           | 出場             | 得点             | 出場             | 得点             | 出場             | 得点             | 出場             | 得点             |
| 日本             | 日本             | 日本             | 日本             | リーグ戦         | リーグ戦         | リーグ杯         | リーグ杯         | 天皇杯           | 天皇杯           | 期間通算         | 期間通算         |
| ---------------- | ---------------- | ---------------- | ---------------- | ---------------- | ---------------- | ---------------- | ---------------- | ---------------- | ---------------- | ---------------- | ---------------- |
| 2004             | 福岡大           | 1                | -                | -                | -                | -                | -                | 1                | 0                | 1                | 0                |
| 2005             | 福岡大           | 1                | -                | -                | -                | -                | -                | 2                | 0                | 2                | 0                |
| 2006             | 福岡大           | 1                | -                | -                | -                | -                | -                | 1                | 0                | 1                | 0                |
| 2007             | 鳥栖             | 12               | J2               | 32               | 0                | -                | -                | 2                | 0                | 34               | 0                |
| 2008             | 鳥栖             | 1                | J2               | 15               | 0                | -                | -                | 0                | 0                | 15               | 0                |
| 2009             | 鳥栖             | 1                | J2               | 0                | 0                | -                | -                | 0                | 0                | 0                | 0                |
| 2010             | 鳥栖             | 1                | J2               | 20               | 0                | -                | -                | 0                | 0                | 20               | 0                |
| 2011             | 鳥栖             | 1                | J2               | 19               | 0                | -                | -                | 0                | 0                | 19               | 0                |
| 2012             | 鳥栖             | 1                | J1               | 30               | 0                | 5                | 0                | 1                | 0                | 36               | 0                |
| 2013             | 鳥栖             | 1                | J1               | 16               | 0                | 3                | 0                | 0                | 0                | 19               | 0                |
| 2014             | 鳥栖             | 1                | J1               | 0                | 0                | 1                | 0                | 0                | 0                | 1                | 0                |
| 2015             | 鳥栖             | 1                | J1               | 11               | 0                | 1                | 0                | 0                | 0                | 12               | 0                |
| 2016             | 鳥栖             | 1                | J1               | 0                | 0                | 3                | 0                | 1                | 0                | 4                | 0                |
| 2017             | 鳥栖             | 1                | J1               | 2                | 0                | 2                | 0                | 0                | 0                | 4                | 0                |
| 2018             | 鳥栖             | 1                | J1               | 0                | 0                | 0                | 0                | 0                | 0                | 0                | 0                |
| 2018             | 徳島             | 1                | J2               | 0                | 0                | -                | -                | -                | -                | 0                | 0                |
| 通算             | 日本             | 日本             | J1               | 59               | 0                | 15               | 0                | 2                | 0                | 76               | 0                |
| 通算             | 日本             | 日本             | J2               | 86               | 0                | -                | -                | 2                | 0                | 88               | 0                |
| 通算             | 日本             | 日本             | 他               | -                | -                | -                | -                | 4                | 0                | 4                | 0                |
| 総通算           | 総通算           | 総通算           | 総通算           | 145              | 0                | 15               | 0                | 8                | 0                | 168              | 0                |

- 2006年 特別指定選手としての出場は無し（選手登録時の背番号は29番）

- J1リーグ初出場 - 2012年3月10日 第1節 セレッソ大阪戦 (ベストアメニティスタジアム)
- J2リーグ初出場 - 2007年3月4日 第1節 アビスパ福岡戦（鳥栖スタジアム）

## 代表・選抜歴
- 2004年 九州大学選抜
- 2004年 全日本大学選抜
- 2005年 九州大学選抜
- 2005年 全日本大学選抜
- 2005年 ユニバーシアード日本代表
- 2006年 九州大学選抜
- 2006年 全日本大学選抜

## 出場大会
- 2004年 - 全日本大学サッカー選手権大会 （ベスト8）
- 2005年 - ユニバーシアード イズミル大会 （優勝）
- 2006年 - 総理大臣杯全日本大学サッカートーナメント （準優勝）